# Belatriks
Belatriks je tretja najsvetlejša zvezda in kandidatka za binarno zvezdo ozvezdja Orion, leži 5° zahodno od rdeče nadorjakinje Betelgeze (Alfa Orionis). Ima Bayerjevo poimenovanje γ Orionis, kar je latinizirano v Gamma Orionus.  Ima rahlo spremenljivo magnitudo okrog 1,6 in je običajno 25. najsvetlejša zvezda na nočnem nebu. Po Hipparcosovih meritvah paralakse leži Belatriks 250±10 svetlobnih let stran.

## Poimenovanje
Tradicionalno ime Belatriks izhaja iz latinske besede bellātrix "ženska bojevnica". Prvič se pojavi v delu Abu Ma'shar al-Balkhija in Johannesa Hispalensisa, kjer jo prvotno poimenujejo Kapela, ampak Dunajska šola astronomije jo je v 15. stoletju premaknila v Gamma Orionis in pojavila se je v sodobnih ponatisih Alfonzovih tablic. Leta 2016 je Mednarodna astronomska zveza organizirala Delovno skupino za zvezdna imena (WGSN) da bi katalogizirala in standardizirala pravilna imena za zvezde. Prva objava WGDN iz julij 2016 je vključevala tabelo s prvima dvema skupinama imen, ki jih je odobrila WGSN, ki je  vključevala ime Belatriks za to zvezdo. Zdaj je vnesena v IAU Katalogu zvezdnih imen. Oznako Belatriks kot γ Orionis (latinizirano v Gamma Orionis) je opravil Johann Bayer leta 1603. Oznaka "gamma" je običajno dana tretji najsvetlejši zvezdi v vsakem ozvezdju.

## Standardna zvezda
Leta 1963 so Belatriks vključili v nabor svetlih zvezd, ki so uporabljene za opredeljevanje UBV magnitudnega sistema. Te so uporabljane za primerjavo z drugimi zvezdami za preverjanje variabilnosti in tako je bil navidezni sij, po definiciji, nastavljen na 1,64. Toda ko so leta 1988 izvajali vsenebesno fotometrično raziskavo, je bila ta zvezda osumljena, da je variabilna. To je bilo merjeno proti navideznemu siju od 1,59 do 1,64, in deluje da je nizkega sija, mogoče iregularna variabilna zvezda.